# Emma Hartmann
Emma Sophie Amalia Hartmann født Zinn (22. august 1807 i København – 6. marts 1851 sammesteds) var en dansk komponist. Hun var gift med J.P.E. Hartmann og mor til komponisten Emil Hartmann og billedhuggeren Carl Christian Ernst Hartmann og svigermor til komponisterne Niels W. Gade og August Winding.

## Liv
Hun voksede op i en rig storkøbmandsfamilie, og hjemmet var centrum for et varieret kulturliv som hendes faster Sophie Thalbitzer har beskrevet. Komponisterne C.E.F. Weyse og Friedrich Kuhlau og digteren Adam Oehlenschläger var hyppige gæster, og der blev spillet megen musik i hjemmet. Som 15-årig mødte hun ved en musikalsk sammenkomst den lidt ældre J.P.E. Hartmann, der allerede som 19-årig var organist ved Garnisons Kirke efter sin far. Så snart han havde fuldført sine jurastudier og var blevet ansat som sekretær ved ”Den borgerlige indrulleringskommission” kunne de 1829 gifte sig. De næste 20 år fødte hun 10 børn, hvoraf de 4 dog døde som børn.
Emma Hartmann var en levende, udadvendt og ukonventionel person der sørgede for at Hartmann aldrig faldt til hvile i nogen bekvem form. Hun var idealet af den vækkende og befrugtende kritiker, og hun var ikke bange for at give sin misbilligelse endogså meget kategoriske former. Det fortælles, at hun ved en lejlighed uden videre puttede en komposition, hendes mand havde ladet hende gennemse, i kakkelovnen, fordi den efter hendes mening, ikke var ham værdig. Til hverdag spillede Emma om aftenen med sine børn, improviserede for sig selv ved klaveret og sang i nogle sæsoner også i Musikforeningens kor. Derudover skrev hun enkelte salmemelodier mest til sine børn. Hun interesserede sig også for andre former for kultur som kunst, litteratur og filosofi, gik ofte i teatret og kunne indgå i en æstetisk diskussion med sine gæster. En af hendes veninder skrev, at et møde med Emma var som at få "en aandelig Snaps". H.C. Andersen skrev smukt og morsomt om hende i « Mît Livs Eventyr » og Clara Schumann ligeledes i « Ehetagebuecher ».

## Musikken
Hendes først udgivne komposition var to danse til Studenterforeningens bal i februar 1841. Fra dette bal blev der udgivet et helt hæfte med dansenumre, og mens de fleste værker er signeret med komponistens navn, findes der også en wienervals og en galopade med komponistangivelsen E:H: (= Emma Hartmann). I slutningen af 1840’erne var børnefødslerne overstået, og Emma Hartmann begyndte at komponere sange. Tilskyndet af en ven af huset, Ernst Weis og hjulpet med nedskrivningen af ham og sin mand, udgav hun under pseudonymet Frederik H Palmer de næste år 5 samlinger med 22 romancer. Den sidste samling kom dog først efter hendes død. Flere romancer og danse lå i manuskript. Dansene blev udgivet i 1907 af hendes familie.

## Slægten
Hartmann-slægten i musikkens og kunstens tjeneste omfatter farfaderen Johann Hartmann, der indvandrede fra Tyskland, onklen Johan Ernst Hartmann, faderen August Wilhelm Hartmann samt J.P.E. Hartmanns søn Emil Hartmann. Dertil kan lægges, at datteren Sophie giftede sig med komponisten Niels W. Gade og en anden datter Clara med komponisten August Winding. Komponisten Niels Viggo Bentzon, hans søn jazzpianisten Nikolaj Bentzon samt den belgiske komponist Jean Pierre Waelbroeck udgør de seneste skud på stammen. Emil Hartmanns datter Bodil Hartmann gift de Neergaard, holdt fra 1885 til 1959 musikalske sammenkomster på herregården Fuglsang mellem Nykøbing Falster og Nysted på Lolland. Her deltog bl.a. Edvard Grieg og Carl Nielsen. Dertil kan man nævne Bodils broder Oluf Hartmann, der var maler, og til hvis begravelse Carl Nielsen skrev Ved en ung kunstners båre, Niels Viggo Bentzons 2 fætre Jørgen og Johan samt N.W. Gades søn af 2. ægteskab, Axel Gade. De var alle 3 noget ved musikken. Forskellige medlemmer af Emma’s familie, familie Zinn, blev ligeledes kendte komponister, som bl.a. Asger Hamerik og C.F.E. Horneman.